# Ошешти (деревня, Васлуй)
Ошешти (рум. Oșești)— деревня, расположенная в жудеце Васлуй в Румынии. Входит в состав коммуны Ошешти.

## География
Деревня расположена в 279 км к северу от Бухареста, 22 км к северо-западу от Васлуя, 44 км к югу от Ясс.

## Население
По данным переписи населения 2002 года в селе проживали 1340 человек.

### Национальный состав
| Национальность | Кол-во человек | Процент |
| -------------- | -------------- | ------- |
| Румыны         | 1327           | 99,0%   |
| Цыгане         | 12             | 0,9%    |

### Родной язык
| Язык      | Кол-во человек | Процент |
| --------- | -------------- | ------- |
| Румынский | 1339           | 99,9%   |